# Лахта (Эссойльское сельское поселение)
Ла́хта (карел. Lahti) — старинная карельская деревня в составе Эссойльского сельского поселения Пряжинского национального района Республики Карелия, комплексный памятник архитектуры.

## Общие сведения
Расположена в северной части этнического ареала карел-ливвиков, на северном берегу озера Сямозеро.

## История
По сведениям на 1911 год в Лахте действовало земское училище.
В деревне сохраняется памятник архитектуры — часовня иконы Божией Матери «Троеручица» (XIX век).
В 2 км севернее деревни, на горе Кодикоргие, находится комплекс каменных сооружений (сейдов) I—XII веков.

## Интересные факты
Крестьянин деревни Лахта Тимкоев Терентий, герой Первой мировой войны, рядовой, был награждён военным орденом Святого Георгия 2-й степени.

## Население
Численность населения в 1905 году составляла 162 человека.
| 2002 | 2009 | 2010 | 2013 |
| ---- | ---- | ---- | ---- |
| 30   | ↘20  | ↗32  | ↗33  |

## Улицы
- ул. Болотная
- ул. Гористая
- ул. Заречная
- ул. Зелёная
- ул. Морошковая
- ул. Школьная